# 남유럽 요리

남유럽

남유럽 요리(南Europe 料理)는 유럽 요리의 한 갈래로, 남유럽 지역의 요리들을 포함한다.

## 분류
남유럽 요리에 속하는 요리는 다음과 같다.
| - 몰타 요리 - 바티칸 요리 - 산마리노 요리 - 스페인 요리 - 안도라 요리 - 이탈리아 요리 - 포르투갈 요리 - 바스크 요리 - 영국 요리 - 지브롤터 요리 | - 동남유럽 요리 - 그리스 요리 - 루마니아 요리 - 몬테네그로 요리 - 몰도바 요리 - 보스니아 헤르체고비나 요리 - 북마케도니아 요리 - 불가리아 요리 - 세르비아 요리 - 슬로베니아 요리 - 알바니아 요리 - 코소보 요리 - 크로아티아 요리 |

## 같이 보기
- 동유럽 요리
- 서유럽 요리
- 중앙유럽 요리
- 지중해 요리